# Athéna (album)
Albums de Nej'
Enchantée
(2019)
Singles
1. Dernière fois
Sortie : 23 juin 2023

Athéna est le deuxième album studio de l'autrice-compositrice-interprète Nej' sorti le 6 octobre 2023,,.

## Liste des pistes
| No  | Titre                                  | Auteur              | Compositeur(s)           | Durée |
| --- | -------------------------------------- | ------------------- | ------------------------ | ----- |
| 1.  | Warda                                  | Nej'                | Nordine Achalhi          | 3:13  |
| 2.  | Ma muse                                | Nej'                | Mona Nassradine          | 2:58  |
| 3.  | Ya ghali                               | Nej'                | Mona Nassradine          | 2:38  |
| 4.  | Panama (feat. Maes)                    | Nej', Maes          | Yannis Wade              | 2:35  |
| 5.  | Je t'haine                             | Nej'                | Jonathan Ntsimi Menyie   | 3:06  |
| 6.  | Viens viens viens                      | Nej                 | Jonathan Ntsimi Menyie   | 4:00  |
| 7.  | Bandidos                               | Nej'                | Skalpovich               | 2:59  |
| 8.  | Tout recommencer (feat. Bigflo et Oli) | Nej', Bigflo et Oli | Skalpovich               | 4:17  |
| 9.  | Fly                                    | Nej'                | Skalpovich               | 3:29  |
| 10. | 50-50                                  | Nej'                | BM Rope                  | 2:54  |
| 11. | Ton cœur est sourd                     | Nej'                | Mona Nassradine          | 3:15  |
| 12. | Je t'offrirai le monde (feat. Slimane) | Nej', Slimane       | Yaacov Salah, Meïr Salah | 3:00  |
| 13. | Laisse-moi m'en aller                  | Nej'                | Mona Nassradine          | 3:42  |
| 14. | Mon enfer                              | Nej'                | Mona Nassradine          | 3:01  |
| 15. | Athéna                                 | Nej'                | Nordine Achalhi          | 3:07  |
| 16. | Pardonne-moi (feat. Tayc)              | Nej', Tayc          | Mona Nassradine          | 3:06  |
| 17. | En miettes                             | Nej'                | Jonathan Beausejour      | 2:32  |
| 18. | Dernière fois                          | Nej'                | BM Rope                  | 3:17  |

## Clip vidéo
- Warda : 6 octobre 2023

## Accueil

### Classements hebdomadaires
| Classements (2023)           | Meilleure position |
| ---------------------------- | ------------------ |
| France (SNEP)                | 3                  |
| Belgique (Wallonie Ultratop) | 25                 |